# نايتنجيل
نايتنجيل (بالإنجليزية: Nightingale)‏ هو برنامج مشغل صوتي يعمل على نظام التشغيل ويندوز والذي يتيح للمستخدمين الاستماع إلى الموسيقى وإدارة مكتبة الموسيقى الخاصة بهم.